# Festival du film de Sundance 2015
Le festival du film de Sundance 2015, 31e édition du festival (31st Sundance Film Festival) organisé par le Sundance Institute, s'est tenu du 23 janvier au 1er février 2015.

## Sélection
Note : les titres indiqués ci-dessous sont ceux du site officiel du festival. Il peut s'agir du titre définitif, anglophone ou international.

### En compétition

#### US Documentary Competition
1. 3½ Minutes de Marc Silver
2. Being Evel (en) de Daniel Junge (en)
3. Best of Enemies (en) de Morgan Neville (en) et Robert Gordon (en)
4. Call Me Lucky de Bobcat Goldthwait
5. Cartel Land de Matthew Heineman  États-Unis  Mexique
6. City of Gold de Laura Gabbert
7. Finders Keepers de Bryan Carberry et Clay Tweel
8. Hot Girls Wanted de Jill Bauer et Ronna Gradus
9. How to Dance in Ohio de Alexandra Shiva
10. Larry Kramer In Love & Anger de Jean Carlomusto
11. Meru de Jimmy Chin et E. Chai Vasarhelyi
12. Racing Extinction de Louie Psihoyos
13. (T)ERROR de Lyric R. Cabral et David Felix Sutcliffe
14. The Wolfpack (en) de Crystal Moselle
15. Welcome to Leith de Michael Beach Nichols et Christopher K. Walker
16. Western de Bill Ross et Turner Ross[1]

#### US Dramatic Competition
1. Advantageous (en) de Jennifer Phang
2. Dope de Rick Famuyiwa
3. I Smile Back d'Adam Salky
4. This Is Not a Love Story (Me and Earl and the Dying Girl) d'Alfonso Gomez-Rejon
5. People Places Things (en) de James C. Strouse (en)
6. Results (en) d'Andrew Bujalski
7. Les Chansons que mes frères m'ont apprises de Chloé Zhao
8. Dix-sept ans de captivité (Stockholm, Pennsylvania) de Nikole Beckwith
9. The Bronze de Bryan Buckley
10. The Diary of a Teenage Girl de Marielle Heller
11. The D Train (en) de Jarrad Paul et Andrew Mogel
12. The Overnight (en) de Patrick Brice (en)
13. The Stanford Prison Experiment de Kyle Patrick Alvarez
14. The Witch de Robert Eggers  États-Unis  Canada
15. Unexpected (en) de Kris Williams
16. Z for Zachariah de Craig Zobel (en)[2]

#### World Cinema Documentary Competition
1. Censored Voices de Mor Loushy  Allemagne  Israël
2. Chuck Norris vs Communism d'Ilinca Calugareanu  Allemagne  Roumanie  Royaume-Uni
3. Dark Horse (en) de Louise Osmond (en)  Royaume-Uni
4. Dreamcatcher (en) de Kim Longinotto  Royaume-Uni
5. How to Change the World (en) de Jerry Rothwell  Canada  Royaume-Uni
6. Listen to Me Marlon (en) de Stevan Riley (en)  Royaume-Uni
7. Pervert Park (en) de Frida Barkfors et Lasse Barkfors  Danemark  Suède
8. Sembene! de Samba Gadjigo et Jason Silverman  États-Unis  Sénégal
9. Le Profil Amina de Sophie Deraspe  Canada
10. The Chinese Mayor (zh) de Hao Zhou  Chine
11. The Russian Woodpecker de Chad Gracia  Royaume-Uni
12. The Visit (de) de Michael Madsen  Autriche  Danemark  Finlande  Irlande  Norvège[3]

#### World Cinema Dramatic Competition
1. Chorus de François Delisle  Canada
2. Cloro de Lamberto Sanfelice  Italie
3. Glassland de Gerard Barrett (en)  Irlande
4. De nærmeste (en) d'Anne Sewitsky (no)  Norvège
5. Sarmasik (tr) de Tolga Karaçelik  Turquie
6. Partisan d'Ariel Kleiman  Australie
7. Princess (he) de Tali Shalom Ezer  Israël
8. Slow West de John MacLean (en)  Nouvelle-Zélande  Royaume-Uni
9. Strangerland de Kim Farrant  Australie  Irlande
10. Une seconde mère (Que Horas Ela Volta?) d'Anna Muylaert  Brésil
11. Summer (The Summer of Sangaile) d'Alanté Kavaïté  France  Lituanie  Pays-Bas
12. Umrika de Prashant Nair (en)  Inde[4]

### Hors compétition

#### Premières
- Randonneurs amateurs (A Walk in the Woods) de Ken Kwapis  États-Unis
- Brooklyn de John Carney  Canada  Irlande  Royaume-Uni
- Digging for Fire de Joe Swanberg  États-Unis
- Don Verdean de Jared Hess  États-Unis
- Experimenter de Michael Almereyda  États-Unis
- Grandma de Paul Weitz  États-Unis
- I Am Michael de Justin Kelly  États-Unis
- Il est toujours temps d'aimer (en) de Brett Haley  États-Unis
- Les Derniers jours dans le désert (Last Days in the Desert) de Rodrigo García  États-Unis
- Lila and Eve de Charles Stone III (en)  États-Unis
- Mississippi Grind de Ryan Fleck et Anna Boden  États-Unis
- Mistress America de Noah Baumbach  États-Unis
- Seoul Searching de Benson Lee (en)  Corée du Sud  États-Unis
- Jamais entre amis (Sleeping With Other People) de Leslye Headland  États-Unis
- Ten Thousand Saints de Shari Springer Berman et Robert Pulcini  États-Unis
- The End of the Tour de James Ponsoldt  États-Unis
- True Story de Rupert Goold  États-Unis
- Sex Addiction (Zipper) de Mora Stephens  États-Unis[6]

## Formats de projection
Il s'agit de la première édition de ce festival où aucun film n'est diffusé en copie 35mm, la très grande majorité des films étant projetés en DCP ou au format HD Cam, ce dernier format, selon le directeur du festival, Holden Payne, étant amené à disparaître. Un court métrage de 3 minutes est projeté en 16mm, il s'agit d'un film où l'image est directement peinte sur la pellicule, Color Neutrol. Du fait de sa fragilité, le disque Blu-ray est accepté seulement en format de secours, au cas où le principal moyen de projection aurait un problème.

## Palmarès
Source.

### Longs métrages
| Prix                         | Prix              | Attribué à                                               | Pays                         |
| ---------------------------- | ----------------- | -------------------------------------------------------- | ---------------------------- |
| Grand prix du jury           | U.S. Documentary  | The Wolfpack (en)                                        | États-Unis                   |
| Grand prix du jury           | US Dramatic       | Me and Earl and the Dying Girl                           | États-Unis                   |
| Grand prix du jury           | World Documentary | The Russian Woodpecker                                   | Royaume-Uni                  |
| Grand prix du jury           | World Dramatic    | Slow West                                                | Nouvelle-Zélande Royaume-Uni |
| Prix du public               | US Documentary    | Meru                                                     | États-Unis                   |
| Prix du public               | US Dramatic       | Me and Earl and the Dying Girl                           | États-Unis                   |
| Prix du public               | World Documentary | Dark Horse (en)                                          | Royaume-Uni                  |
| Prix du public               | World Dramatic    | Umrika                                                   | Inde                         |
| Best of NEXT                 | Best of NEXT      | James White                                              | États-Unis                   |
| Prix de la mise en scène     | US Documentary    | Matthew Heineman pour Cartel Land                        | États-Unis Mexique           |
| Prix de la mise en scène     | US Dramatic       | Robert Eggers pour The Witch                             | États-Unis Canada            |
| Prix de la mise en scène     | World Documentary | Kim Longinotto pour Dreamcatcher (en)                    | Royaume-Uni                  |
| Prix de la mise en scène     | World Dramatic    | Alanté Kavaïté pour Summer                               | France Lituanie Pays-Bas     |
| Prix du scénario             | US Dramatic       | Kyle Patrick Alvarez pour The Stanford Prison Experiment | États-Unis                   |
| Prix du scénario             | World Dramatic    |                                                          |                              |
| Prix de la photographie      | US Documentary    |                                                          |                              |
| Prix de la photographie      | US Dramatic       |                                                          |                              |
| Prix de la photographie      | World Documentary |                                                          |                              |
| Prix de la photographie      | World Dramatic    |                                                          |                              |
| Prix du montage documentaire | US Documentary    |                                                          |                              |
| Prix du montage documentaire | World Documentary |                                                          |                              |
| Prix spéciaux                |                   |                                                          |                              |

### Courts métrages
| Prix               | Prix                    | Attribué à        | Pays       |
| ------------------ | ----------------------- | ----------------- | ---------- |
| Grand prix du jury | Grand prix du jury      | World of Tomorrow | États-Unis |
| Prix du public     |                         |                   |            |
| Prix du jury       | U.S. Narrative          |                   |            |
| Prix du jury       | International Narrative |                   |            |
| Prix du jury       | Documentary             |                   |            |
| Prix du jury       | Animation               |                   |            |
| Prix spéciaux      |                         |                   |            |

### Autres prix
| Prix                                                 | Attribué à                                             | Pays       |
| ---------------------------------------------------- | ------------------------------------------------------ | ---------- |
| Alfred P. Sloan Feature Film Prize                   | The Stanford Prison Experiment de Kyle Patrick Alvarez | États-Unis |
| Sundance/NHK International Filmmaker Award           |                                                        |            |
| Sundance Institute/Mahindra Global Filmmaking Awards |                                                        |            |